# サム・マイケル
サム・マイケル（Sam Michael 、1971年4月29日 - ）はオーストラリア出身のレーシングカーエンジニア。F1のウィリアムズチームのテクニカルディレクター、マクラーレンのスポーティングディレクターを務めた。現在、スーパーカーチームのトリプル エイト レース エンジニアリングに所属。

## 生い立ち
西オーストラリア州で生まれ、キャンベラで育った。ニール・ベイツのトヨタ セリカ GT-Fourラリーカーに短期間取り組んだ後、ニューサウスウェールズ大学で機械工学を学び、この間に、レーシングカーのデータ取得システムに関する論文を著した。
レースファンだった学生時代のマイケルは、研究に差し支えることなくできることを条件に、レース関係のアルバイトを探していた。ある時、オーストリア国内のレースカテゴリー、フォーミュラ・ホールデンのチームオーナー、グレッグ・シドル（Gregg Siddle ）に求職の手紙を出したところ、グレッグ・シドルがこれを認めたため、平日は大学で勉強をし、週末はシドルのチームで働くという学生生活を送った。

## F1での経歴

### ロータス時代
グレッグ・シドルは1970年代から1980年代初めにかけて、ヨーロッパでネルソン・ピケやロベルト・モレノなどのマネージメントをしていたことがあって顔が広い人物であり、ロータスの監督であったピーター・コリンズとの間を仲介した。1993年、マイケルは大学卒業と同時にロータスでの職を得て、オーストラリアを後にした。22歳の時である。
ロータスにおいてはピーター・ライトの下で、データ収集やそれに基づくレースシミュレーションなどを行なった。1994年にロータスが破産して消滅すると、ジョーダンに移った。

### ジョーダン時代
マイケルはジョーダンで頭角を現し、チームの研究開発部門の構築に寄与して、以後のチームの発展に少なからぬ貢献をすることとなる。開発ファクトリーに勤務してデータ収集方法について模索し、1996年にはサスペンションの動きをシミュレートするセブンポスト・リグの設置を担ったほか、車体駆動系のアクティブデフの設計を手がけた。
1997年にはファクトリーを離れてテストチームと行動をともにし、1998年にはラルフ・シューマッハ担当のレースエンジニアとなり、ラルフがウィリアムズへと移籍したのに伴い、翌1999年はハインツ＝ハラルト・フレンツェンを担当した。フレンツェンとのコンビはうまく機能し、フランスGPとイタリアGPでフレンツェンが優勝し、ドライバーズタイトル争いにも絡むなど、大きな結果で報われた。

### ウィリアムズ時代
2001年、フランク・ウイリアムズはマイケルを、シニア・オペレーションエンジニアとしてウィリアムズチームに迎え入れ、レースとテストの管理を統括する責任者となる。
2004年5月、同チームにおいて長年にわたってテクニカルディレクターの地位にあったパトリック・ヘッドがその座を退いたため、マイケルはウィリアムズのテクニカルディレクターを引き継ぐこととなり、33歳で名門ウィリアムズチームの技術部門のトップに立った。開発部門からレース戦略に至るまでの全てを統括することとなったが、リソーセスの分散による弊害が顕著となりチームの成績が低迷したことから、2007年にはルノーでフェルナンド・アロンソのレースエンジニアを務めていたロッド・ネルソンを引き抜いてチーフ・オペレーション・エンジニアの職につけ、レースチームにおける負担を軽減するとともに、より開発部門の職務に集中できる体制が構築された。
しかし、その後もチームの成績低迷は続き、2011年5月に同年末をもってテクニカルディレクターを辞任することが発表された。

### マクラーレン時代
その後、スポーティングディレクターとして2012年よりマクラーレンに移籍することが決まった。
しかしマクラーレンも不振が続き、2014年末にマクラーレンを退職。退職後は家族とともにオーストラリアに帰国した。

### 帰国後
帰国後はオーストラリア・モータースポーツ安全協会に加入。
2017年に国際自動車連盟（FIA）シングルシーター委員会の委員となる。2022年2月、パトリック・ヘッドの後を継いでFIA安全委員会の委員長に就任した。